# Vito Turk
Vito Turk, slovenski biokemik, * 27. junij 1937, Osijek, Hrvaška.
Leta 1961 je diplomiral na ljubljanski FNT in prav tam 1965 tudi doktoriral. V letih 1969/1970 se je strokovno izpopolnjeval na Univerzi Arizona v Tucsonu (ZDA). 
Že takoj po diplomi leta 1961 se je Turk zaposlil na Institutu Jožef Stefan (IJS) v Ljubljani, od leta 1978 kot znanstveni svetnik in kjer je med leti 1971-96 vodil odsek za biokemijo in molekularno biologijo. 1996-2005 je bil direktor IJS (Instituta Jožef Stefan), kasneje predsednik sveta Mednarodne podiplomske šole Jožefa Stefana. Dr. Turk deluje tudi kot predavatelj na dodiplomskem in podiplomskem študiju na FKKT, kjer je bil 1976 izvoljen za docenta, 1980 za izrednega, 1985 pa za rednega profesorja za biokemijo (1976-96 je tudi prvi vodil katedro za biokemijo, ki je domovala na IJS) in na BF v Ljubljani; bil je tudi gostujoči profesor oz. vabljeni predavatelj na več tujih univerzah (v Neaplju 1988, med leti 1991 in 2005 na Ludwig-Maximilians-Universität v Münchnu, Tokijskem metropolitanskem inštitutu 1994, Univerzi v Buenos Airesu 1995), idr. raziskovalnih institutih ter mednarodnih simpozijih in kongresih v Evropi, Azij ter Severni in Južni Ameriki. 
Na področju biokemije raziskuje proteine, predvsem proteinaz in njihove inhibitorje. S sodelavci je iz človeške krvi izoliral cistatinska inhibitorja, po inštitutu imenovana stefin. . Uvedel je tehnologijo rekombinantne DNK, kar je bilo ključnega pomena za delo pri pripravah rekombinantnih proteinov. Mednarodna odmevnost teh dosežkov je pripeljala tudi do uspešnega sodelovanja z nobelovcem prof. Robertom Huberjem. V okviru tega sodelovanja so določili tudi kristalno strukturo človeškega katepsina B kot prvega lizosomalnega encima. Raziskovalno delo prof. Turka je ključnega pomena za razumevanje vloge proteinov, tako v normalnih kot tudi patoloških stanjih. Prav tako pomembno je bil odkritje ekvistatina iz morske vetrnice Actinia equina kot inhibitorja cisteinskih proteinaz in presenetjivo tudi aspartartne proteinaze katepsina D. Odkritje je vodilo do nove naddružine inhibitorjev, imenovanih tiropini. V zadnjem obdobju so ugotovili, da lizosomalni katepsini sodelujejo pri procesih programirane celične smrti, apoptozi. Na podlagi izčrpne filogenetske analize cistatinov pa je bilo ugotovljeno, da je prvobitna genska duplikacija vodila do dveh ločenih prednikov, stefinov in cistatinov. 
Turk je objavil okoli 400 člankov v mednarodnih revijah, ki so dosegli okoli 18.000 citatov (web of Science) in ima h-indeks 69. Poleg tega je objavil še okoli 120 referatov in monografij s skupno citiranostjo vseh objav okoli 14.000, kar ga uvršča med najvidnejše svetovne biokemike.
Od 1978 do 1988 je bil prvi predsednik Slovenskega biokemijskega društva (SBD), od 1987–91 pa predsednik Zveze biokemijskih društev Jugoslavije. Bil je predsednik Evropskega komiteja za proteolizo (ECOP) (1981–1984) ter predsednik Mednarodnega komiteja za proteolizo (ICOP) (1984–87). 1987-89 je bil predsednik Izvršnega komiteja Zveze evropskih biokemijskih društev (FEBS), od 1990 do 1998 je bil trikrat zapored izvoljen za generalnega sekretarja FEBS; 1997-2006 je bil član izvršnega odbora Mednarodne zveze za biokemijo in molekularno biologijo (IUBMB) in predsednik Komiteja za simpozije in delavnice. Bil je član različnih strokovnih odborov, od 2002 je član Slovenske asociacije Rimskega kluba, od 29. junija 2010 do 28. junija 2015 je bil predsednik znanstvenega sveta Javne agencija za raziskovalno dejavnost Republike Slovenije. Leta 2007 je bil imenovan za častnega člana Slovenskega biokemijskega društva, 26. oktobra 2017 pa tudi za častnega člana IJS. Prejel je nagradi Sklada Borisa Kidriča (1969 in 1978), 1980 nagrado za izume in inovacije, 1984 nagrado Borisa Kidriča, 1985 nagrado Frey und Werle, LMU, München, Nemčija, 1988 srebrno medaljo Heyrovskega Češke akademije znanosti in umetnosti za razvoj kemijskih znanosti, 1993 naslov ambasador znanosti Republike Slovenije, 1998 Zoisovo nagrado za vrhunske znanstvene dosežke pri biokemijskih raziskavah proteoliznih encimov in njihovih inhibitorjev, 1999 mu je FEBS podelil priznanje Diplôme d'Honneur, 2002 je prejel srebrni častni znak svobode Republike Slovenije, 2007 zlati znak Mednarodne podiplomske šole Jožefa Stefana, pri katere ustanovitvi je imel ključno vlogo. Leta 1991 je bil izvoljen za člana Academia Europaea (London), 1998 za rednega člana Mednarodne inženirske akademije (Moskva), 2002 je postal profesor emeritus na Tokushima Bunri University (Japonska), od 2003 je dosmrtni častni član International Proteolysis Society (IPS), od 2005 World Academy of Art and Science (ZDA), od 2014 član ruske inženirske akademije, od 2015 pa tudi hrvaške akademije tehniških ved (HATZ). Je član uredniških odborov več mednarodnih revij ter urednik knjige Proteases – New Perspectives (1999), v kateri je avtor poglavja.
Leta 2005 je postal izredni, 2013 redni član SAZU (akademik), 2014 je prejel Zoisovo nagrado za življenjsko delo v biokemiji in molekularni biologiji, 26. oktobra 2017 pa je bil imenovan za častnega člana IJS. 